# 一本踏鞴

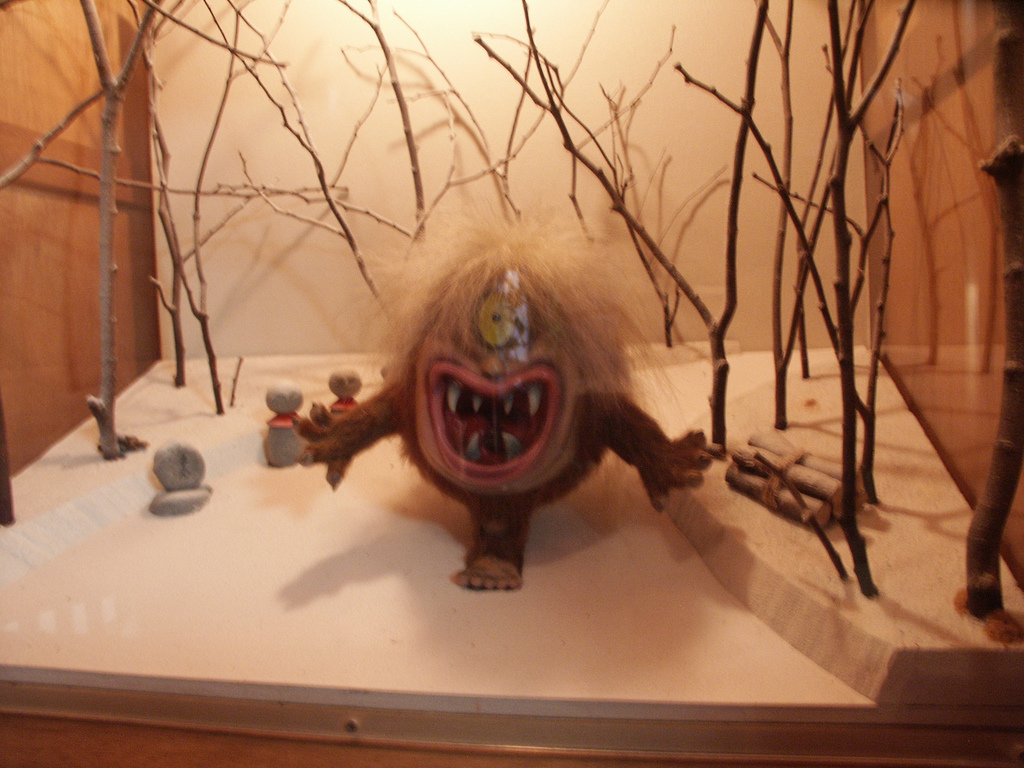
一本踏鞴（模型）

一本踏鞴（いっぽんだたら）是日本傳說的獨目獨足的妖怪，棲息在熊野地方的山中等地，地方不同，傳承內容也相異。

## 傳承
一本踏鞴會在12月20日出現在和歌山縣和奈良縣境的果無山脈、奈良縣的伯母峰，所以，勿在此日入山。。它們會在雪地上留下足跡。又，伯母峰的一本踏鞴，有時也指一種稱作猪笹王的鬼神。被獵人擊殺的大山豬的亡靈，以獨足鬼之姿襲擊人。
一本踏鞴襲擊人的傳承雖然多，但是，據說唯獨不會攻擊郵差。
「一本踏鞴」名稱中的「踏鞴」據說和踏鞴師（鍛冶師）有關，鍛冶師以單腳踏鞴、單眼觀爐，導致單腳萎縮、單眼視力弱化而來，也有它是獨目的鍛冶神天目一箇神的落魄之說。

## 類話
日本各地有類似一本踏鞴的獨足妖怪的傳承，總稱一本足。也大多會在雪地上留下足跡，各地名稱不同，有「雪入道」「雪坊」「雪婆」等。

## 脚注
1. ↑  真野俊和 他. . 東京堂出版. 1980: 24. ISBN 978-4-490-10137-9.
2. ↑  村上 2005，第38-39頁
3. ↑  村上 2005，第34-35頁
4. ↑  宮本他 2007，第75頁
5. 1 2 3  多田 1990，第39頁
6. ↑  村上 2005，第349頁

## 關連項目
- 雪婆